# 2017年ストックホルムトラックテロ事件
2017年ストックホルムトラックテロ事件は、2017年4月7日にスウェーデンの首都ストックホルムの中心部で、直前に盗難されたトラックが故意にDrottninggatan（女王通り）に沿って歩行者を襲い、デパートに突入した事件である。この事件で5人が死亡、14人以上が負傷し、そのうち9人は重傷であった。
警察はこの攻撃をテロとして扱っている。ウズベキスタンからの亡命希望を拒否されたラフマット・アキロフが同日逮捕された。スウェーデンの警察は、アキロフはイスラム国（ISIS）の思想に共感しているとし、事件の前日にイスラム国への忠誠を誓うビデオを撮影し、ウズベキスタン当局は攻撃前にISISに加わったと語っている。アキロフは、4月11日の裁判前聴聞会で攻撃を実施した事を認めた。2018年6月7日に裁判が行われ、終身刑を宣告された。もし釈放された場合でもスウェーデン国外に追放しウズベキスタンに送られることとなった。

## 襲撃
現地時間14時53分(12時53分 UTC)ごろ、スウェーデンの大手醸造会社スペンドラップのトラックがストックホルム中心部のAdolf Fredriks Kyrkogataへの配達中に盗難された。スペンドラップのプレスリリースによると、「ドライバーは盗難されたトラックを止めようと車の前に出たが、加速して突っ込んできたため、横に飛び退き怪我を負った」と発表している。
襲撃犯は、ストックホルムの繁華街の通りの一つであるDrottninggatanに入ると歩道に乗り上げ、歩行者を襲いながら約500メートル（1,600フィート）走行した。目撃者は「路上をジグザグに運転して子供たちを標的にしようとしていた」と述べている。この攻撃は、Drottninggatan通りとMäster Samuelsgatan通りの交差点角にあるÅhléns Cityデパートにトラックが突入するまで続いた。トラックに火が付いたが、すぐに消防士によって消し止められた。襲撃者は、飛び出し逃走した。
襲撃犯に乗り捨てられたトラックの中から、自家製の爆弾か兵器らしき不審物が見つかっている。警察責任者によると、犯行に使われたトラックの中から、通常はないはずの「装置」が見つかった。同責任者は「典型的な爆弾なのか、あるいは何らかの引火物だったのかを分析している」と語った。
警察は、すぐにフードをかぶった人物の公開捜査を行い、4月7日の19:55（17:55 UTC）ストックホルム北部のマルスタ（Märsta）の建設労働者ラフマット・アキロフを「テロ犯罪と殺人」の容疑で逮捕した。4月8日1時15分に正式に逮捕され、4月11日にスウェーデン検察庁によって正式に受理された。

## 死傷者
この攻撃により4人が死亡した。また、少なくとも15人が負傷し、うち9人が深刻な怪我を負った。4月18日、ストックホルム県の医療などを担う行政議会であるストックホルム県ランスティングは、攻撃後から4人が入院しており、1人は集中治療室で治療を受けていたが、後日死亡して死傷者は5人となった。

## 襲撃者
警察によると、アキロフは2014年にスウェーデンで永住許可を申請していたが、昨年却下された。国外退去命令に応じないとして、今年2月27日以降警察が行方を追っていた。ISISをはじめとする「過激派組織への共感を示していた」ことが知られていたという。
2018年6月7日に行われた裁判で終身刑を宣告され、もし釈放された場合でもスウェーデン国外から追放しウズベキスタンに送られることとなった。高度警戒刑務所Kumla Prisonへ収監された。2018年8月、テロへの復讐心を持っていたとされる元ギャングの囚人に暴行されたあと、警備員が止めに入り暴行を行った囚人は他の囚人と接触しないよう独房へ移された。

## 影響

### スウェーデン国内
スウェーデン国会議事堂とストックホルム地下鉄は封鎖され、ストックホルム中央駅は避難させられた。また、2010年以降レベル3（レベル1〜5）からリスクアセスメントを引き上げていないにも関わらず、入国にパスポートが求められるなどがあった。
スウェーデンのステファン・ロベーン首相は記者声明で、「この攻撃はテロリズムによるものと考えている。警察や治安当局もそのように扱っている」と述べた。その二日後、ロベーンは「私は今日、亡くなった人を悼んでいる人や、負傷した人を心配している人にまずお話をしたいと思う。スウェーデンの皆があなた達と共にいる。私たちの敵は、これ以上無い酷い殺人者であることはわかっている。」と述べている。また追悼式典では、「テロには屈しない。民主主義は原理主義に打ち勝つ」と述べた。9日、難民申請不許可者を退去させる移民法を改正しようとしていると発表した。
スウェーデン王室を代表してカール16世グスタフ国王は、「この悲惨な悲劇の犠牲者とその家族に王室一同、哀悼の意を捧げます」と弔意を表明し 、8日「我々はこの暴力を乗り越えます。安全で平和な国であり続けて参ります」と述べた。
4月9日、犠牲者を弔うためにストックホルムのセルゲル広場（en）に約4万人以上の人々が集まった。

### 国外
- フランス - エッフェル塔は哀悼を込めて消灯した[26]。また、2016年ニーストラックテロ事件が起きたニースでは、スウェーデン国旗が半旗で掲げられた[27]。
- 国際連合 - ステファン・デュジャリック主任報道官は「被害者の家族や被害者全員にお悔み申し上げる。傷ついた人々も早くよくなるよう願っている。国連はスウェーデン国民と共にある。」と述べた[28] 。
- ローマ教皇フランシスコは、攻撃の被害者のための祈りを捧げた[29]。

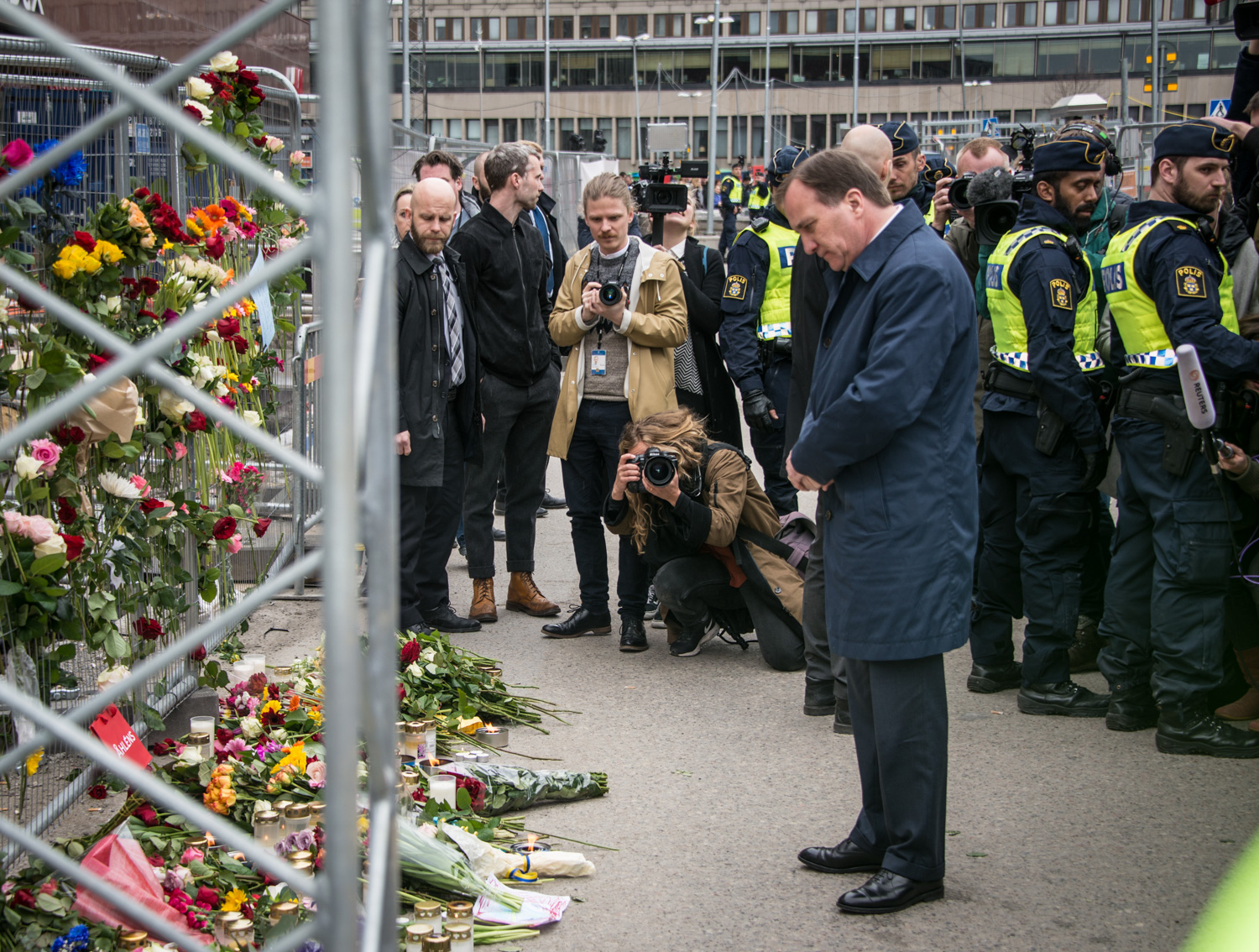
ローベン首相と献花台
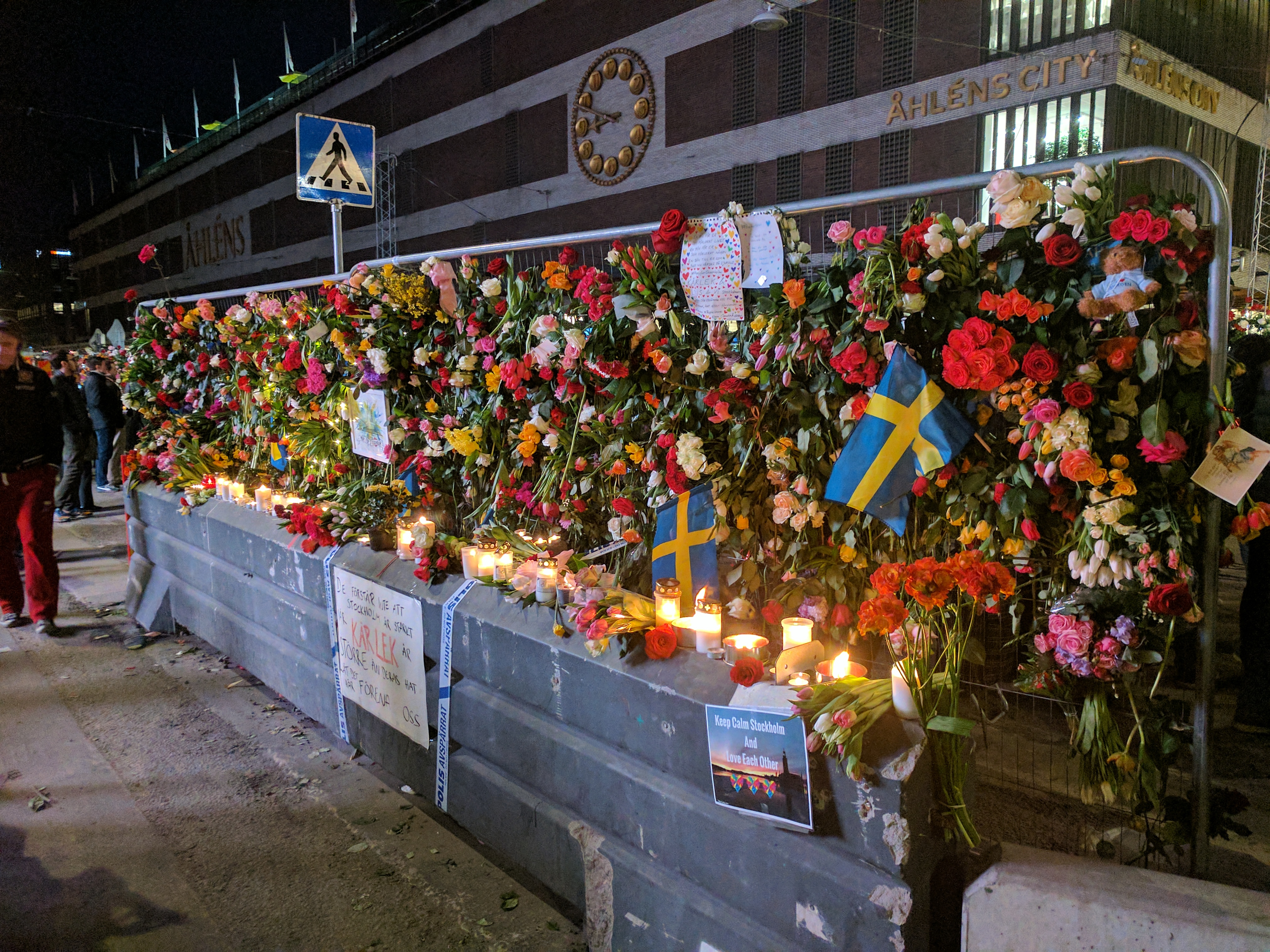
Åhléns Cityデパート前の献花台
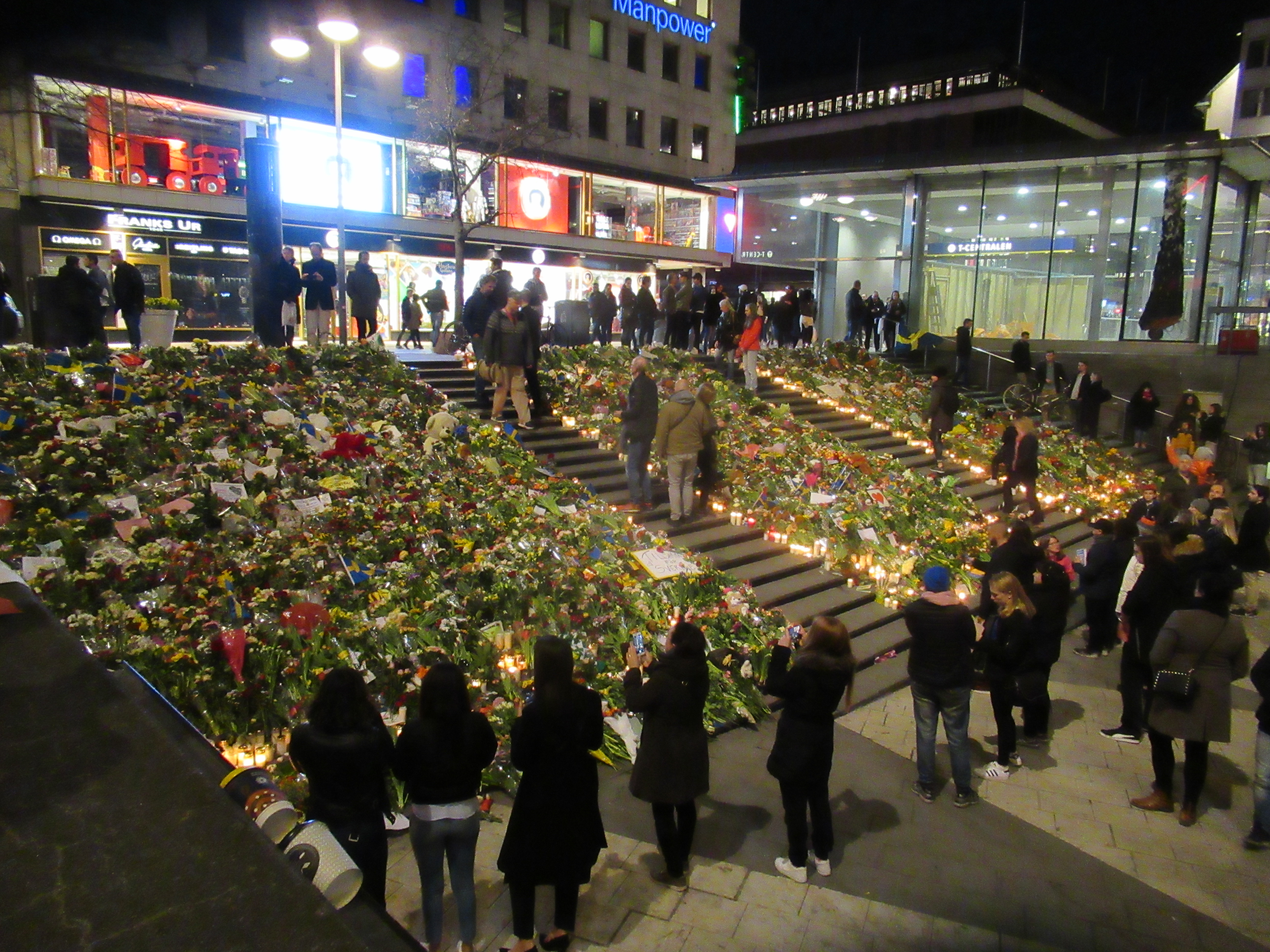
セルゲル広場の献花台
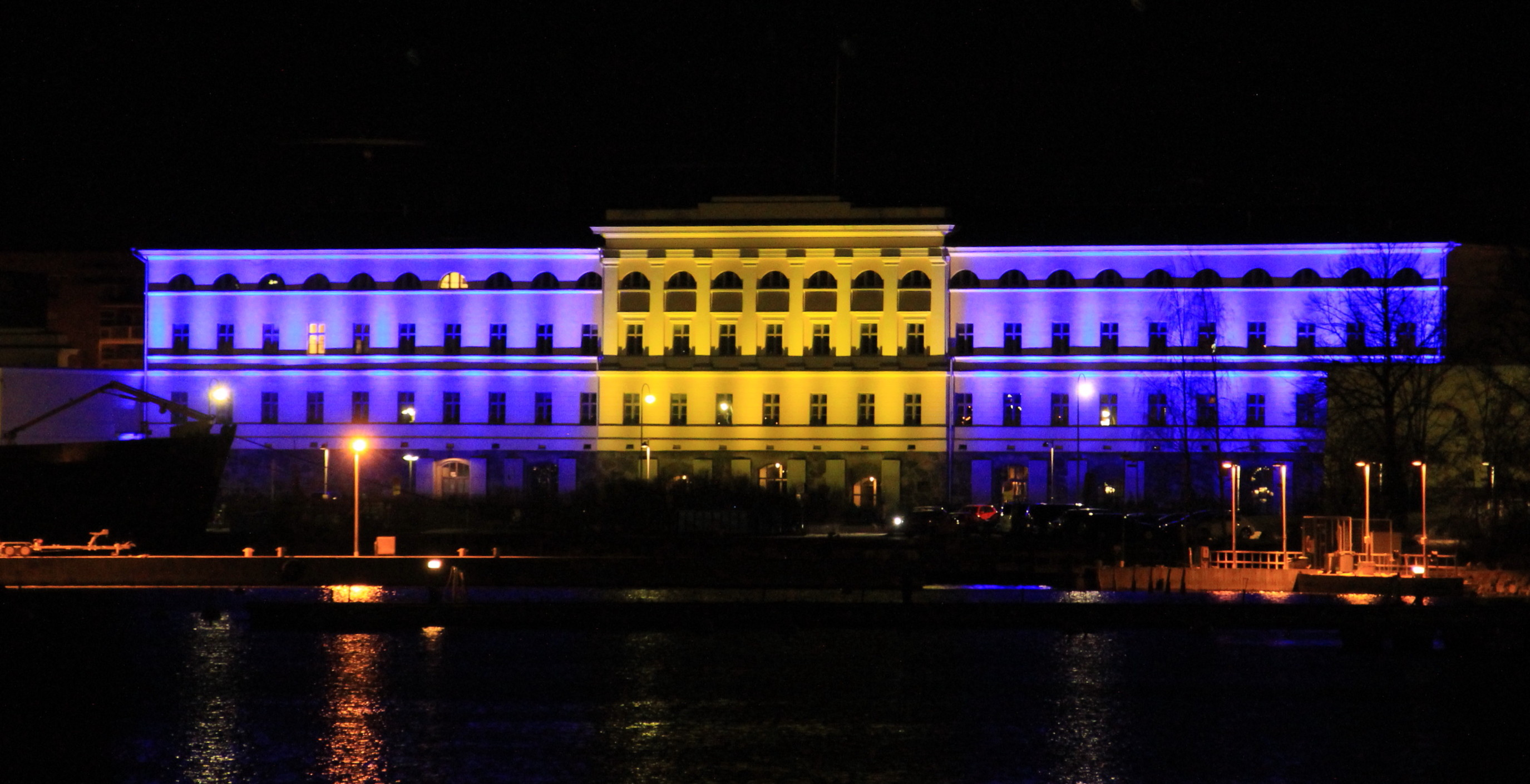
フィンランド外務省のスウェーデン国旗を模したライトアップ